# 2949 Kaverznev
2949 Kaverznev è un asteroide della fascia principale. Scoperto nel 1970, presenta un'orbita caratterizzata da un semiasse maggiore pari a 2,1948426 UA e da un'eccentricità di 0,1399821, inclinata di 4,86014° rispetto all'eclittica.